# Lek (moneda)
El lek (plural lekë) és la moneda d'Albània; té un valor inferior al cèntim d'euro i semblant al ien japonès. Es divideix en 100 qindarka.
El codi ISO 4217 és ALL.
El nom de la moneda deriva de l'abreviació popular en albanès d'Alexandre el Gran (Leka i Madh). El lek es va introduir durant el regnat d'Ahmet Zogu i és emès pel Banc d'Albània (Banka e Shqipërisë).
En circulen monedes d'1, 5, 10, 20, 50 i 100 lekë i bitllets de 100, 200, 500, 1.000, 2.000 i 5.000 lekë.
La moneda de 100 lekë del 2000 ha estat la primera moneda bimetàl·lica encunyada per Albània.

## Taxes de canvi
- 1 EUR = 140,314 ALL (11 d'abril del 2015)
- 1 USD = 132,342 ALL (11 d'abril del 2015)